# Гудвотер (Алабама)
Гудвотер (енгл. Goodwater) град је у америчкој савезној држави Алабама. По попису становништва из 2010. у њему је живело 1.475 становника.

## Демографија
Према попису становништва из 2010. у граду је живело 1.475 становника, што је 158 (9,7%) становника мање него 2000. године.
| Група             | 2000.         | 2010.         |
| Белци             | 414 (25,4%)   | 357 (24,2%)   |
| Афроамериканци    | 1.197 (73,3%) | 1.087 (73,7%) |
| Азијати           | 2 (0,1%)      | 0 (0,0%)      |
| Хиспаноамериканци | 9 (0,6%)      | 11 (0,7%)     |
| Укупно            | 1.633         | 1.475         |